# Oratorio di San Lorenzo (Palermo)

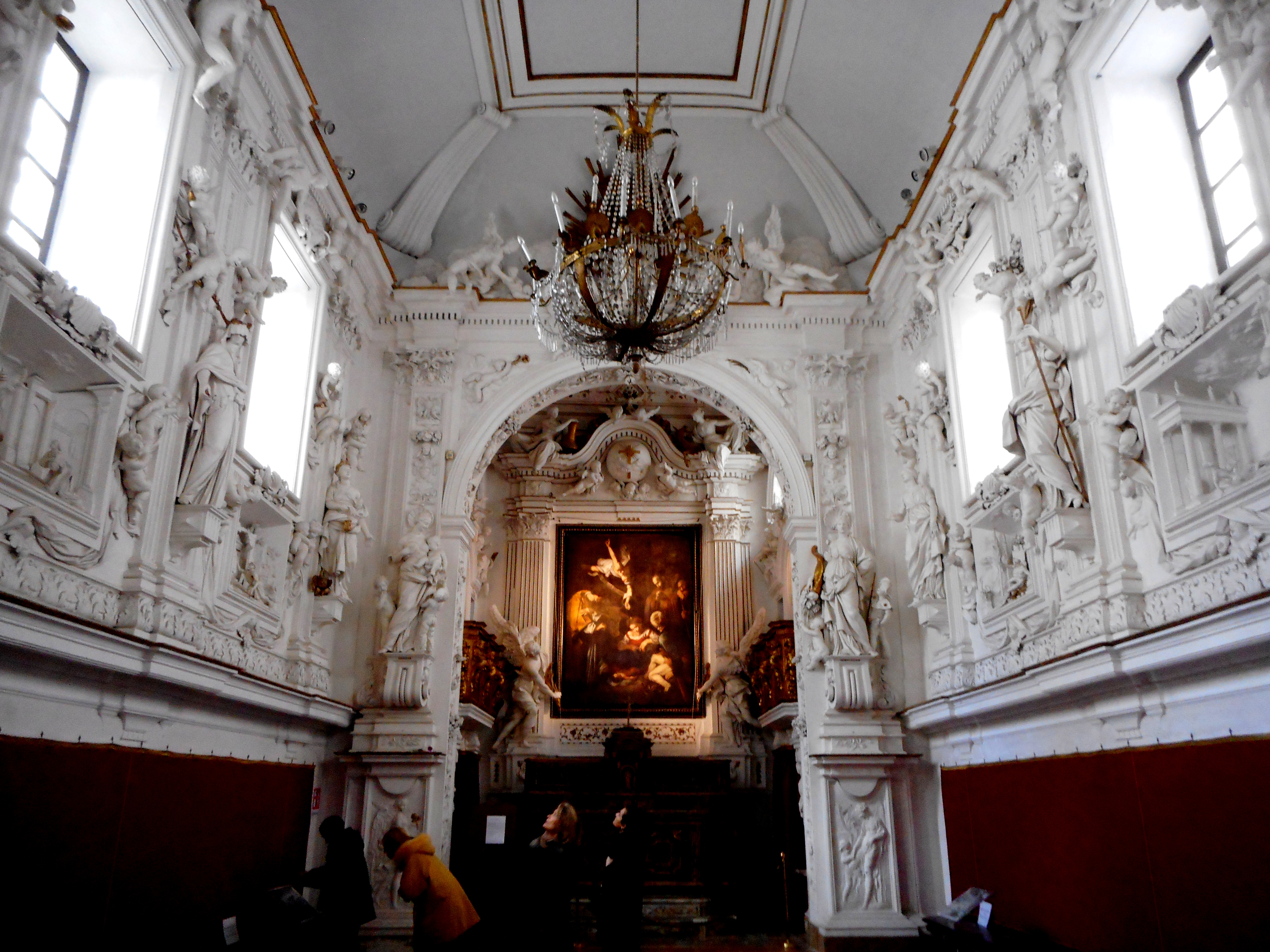
Navata.

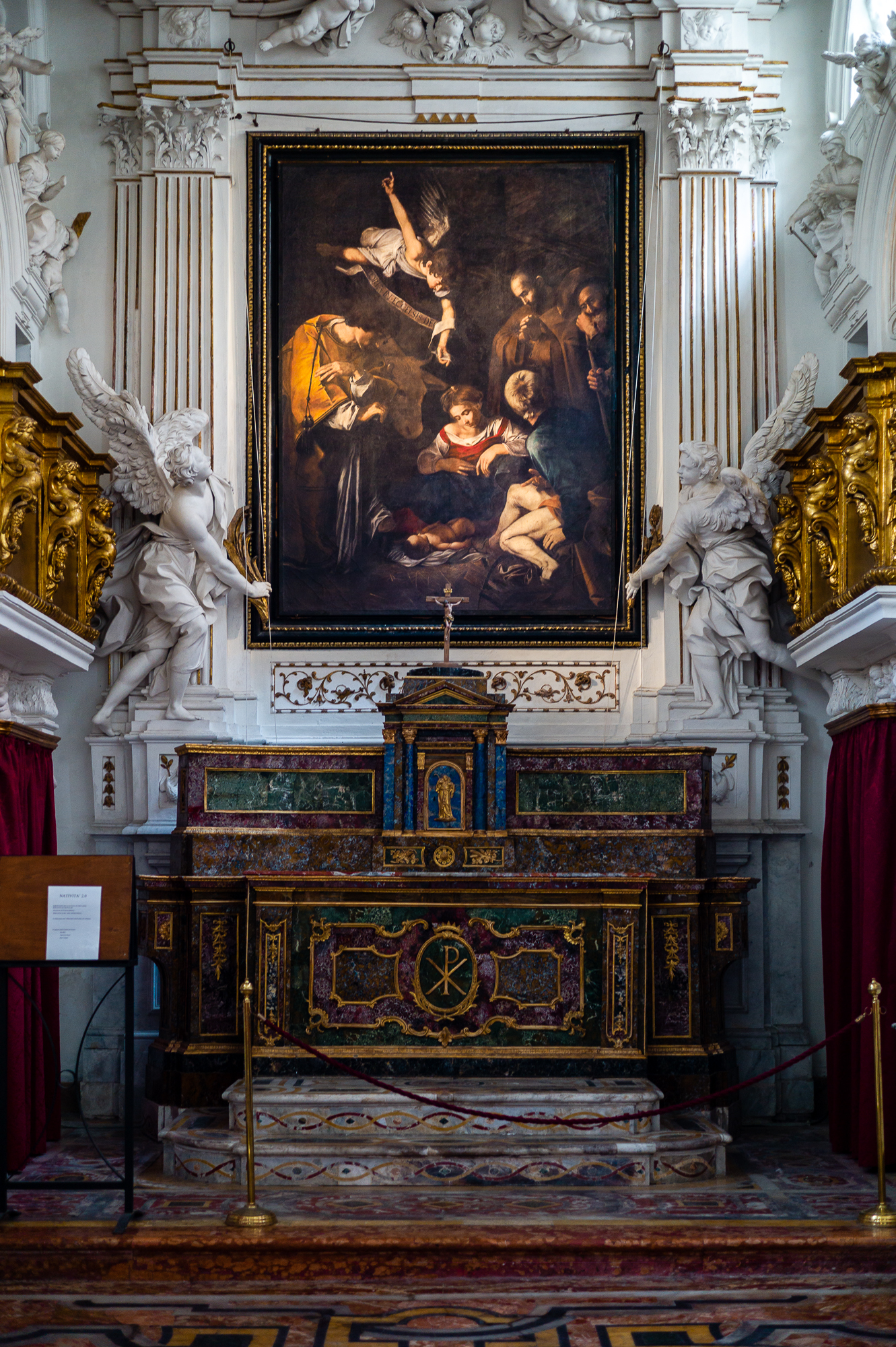
Veduta interna.

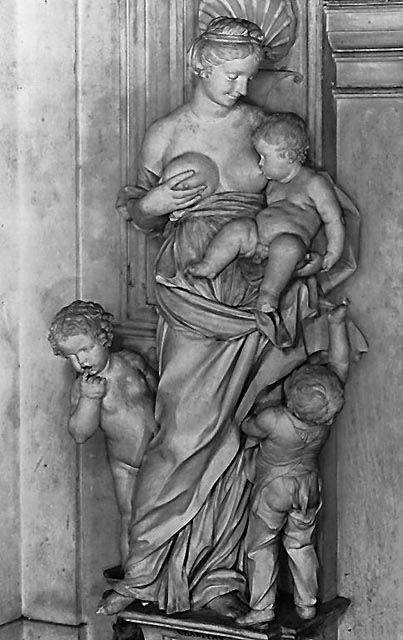
Statua in stucco di Giacomo Serpotta.

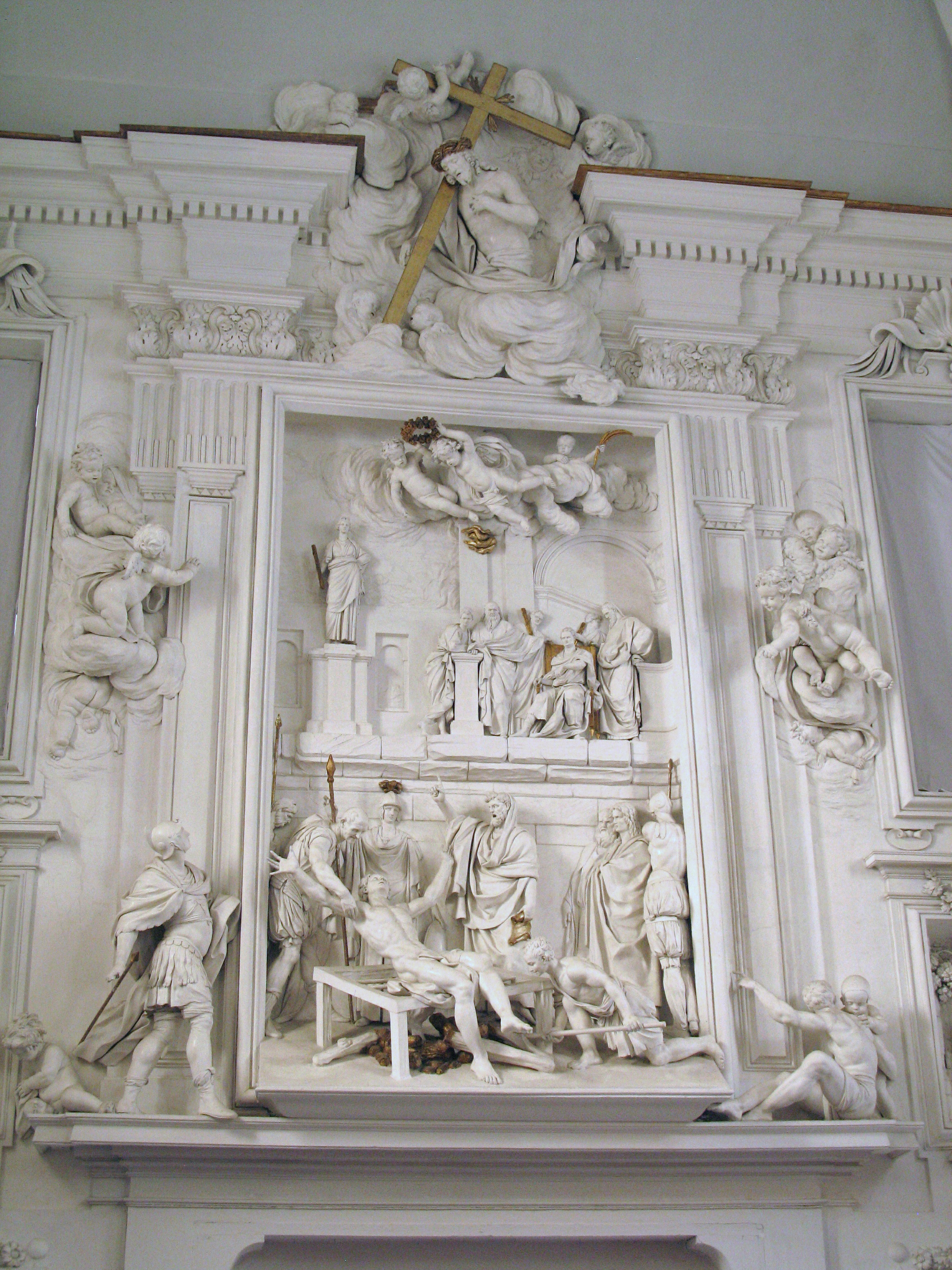
Martirio di San Lorenzo.

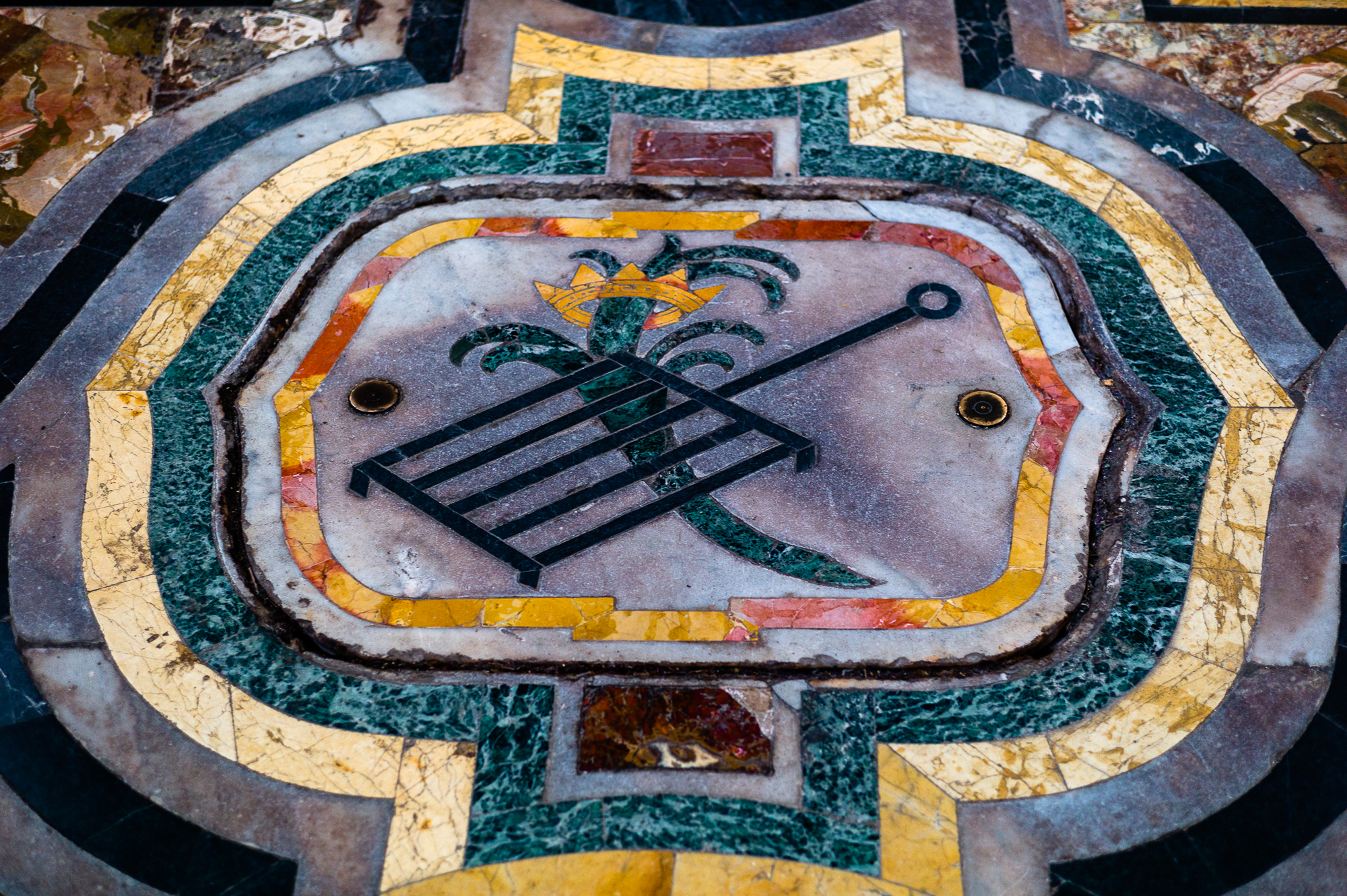
Dettaglio del pavimento.

L'oratorio di San Lorenzo è un luogo di culto cattolico situato nel centro storico di Palermo ove si trovano molti oratori sorti tra la fine del Cinquecento e il secolo successivo. È ubicato nel mandamento Kalsa o Tribunali nei pressi di Corso Vittorio Emanuele adiacente alla basilica di San Francesco d'Assisi.
La denominazione di oratorio, nei documenti d'epoca, fa riferimento alla sede architettonica ed istituzionale di compagnie, confraternite e congregazioni, le quali erano associazioni di laici attendenti ad esercizi spirituali ed obbedienti ad un regolamento che disciplinava i rapporti con la Chiesa in materia di culto.
(Vincenzo Consolo)

## Storia
L'oratorio di San Lorenzo fu costruito nella seconda metà del Cinquecento su una preesistente cappella dedicata a San Lorenzo, successivamente data in concessione ai frati del vicino convento di san Francesco. Nel 1569 la chiesa fu affidata alla Compagnia di san Francesco.
Per l'oratorio, Michelangelo Merisi da Caravaggio dipinse la pala d'altare raffigurante la Natività con i santi Francesco e Lorenzo, che fu trafugata nella notte fra il 17 e il 18 ottobre del 1969.
Del 1700 è la splendida decorazione a stucchi di Giacomo Serpotta, con le statue raffiguranti le Virtù, e gli otto teatrini sulle pareti che raccontano le storie dei due santi. Gli stucchi si mostrano in tutta la straripante ricchezza inventiva del Serpotta che, forse, ha raggiunto in queste realizzazioni il punto più alto della sua arte.
La controfacciata e le sue decorazioni furono gravemente danneggiate nel 1943 durante i bombardamenti del secondo conflitto mondiale, restaurate e ricostituite nel 1945 da Filippo Mignosi.

### Interni
Per celebrare san Lorenzo e san Francesco d'Assisi sono realizzati i seguenti «Teatrini»:
- San Lorenzo dona i beni della Chiesa ai poveri, San Lorenzo e Papa Sisto II, Spoliazione di San Lorenzo prima del martirio, Ultima preghiera.
- La tentazione di Francesco, San Francesco veste un povero, La preghiera del Santo al Sultano o L'incontro a Damietta, San Francesco riceve le stimmate.

Un grande altorilievo ricopre la parete di fondo dell'aula con San Lorenzo subisce il martirio sulla graticola. Sull'arco del presbiterio è presente San Francesco regge il cordiglio dell'Ordine.
I riquadri sono delimitati dalle statue allegoriche, dal presbiterio alla controfacciata:
- Accoglienza, Penitenza, Costanza, Umiltà, Fede sulla parete destra;
- Carità, Misericordia, Elemosina, Verità, Gloria sulla parete sinistra.

Sono documentati gli arredi d'ebano intarsiati d'avorio e madreperla, l'ambiente è affrescato da Guglielmo Borremans con la scena raffigurante Giacobbe impartisce la benedizione ai figli.

## La Natività del Caravaggio

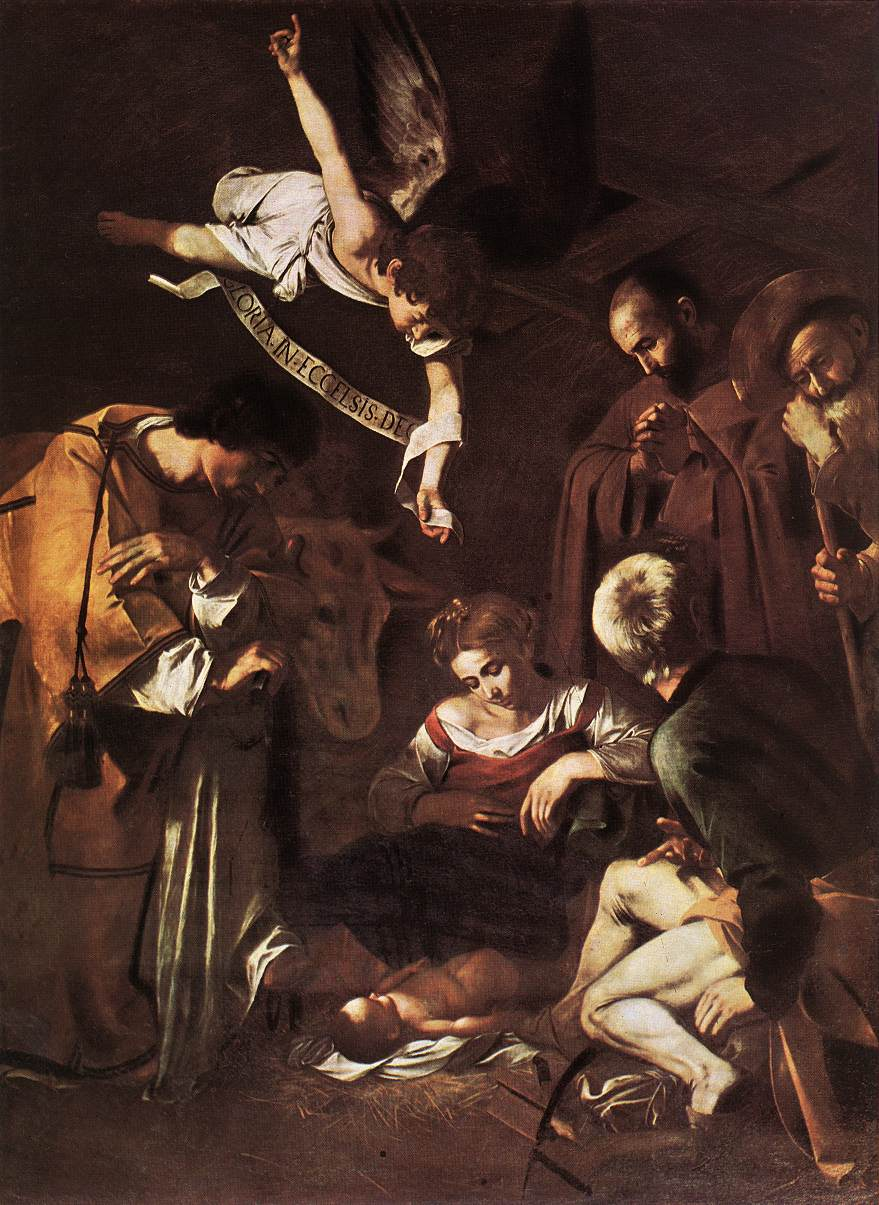
La Natività del Caravaggio

Vi era esposta la pala Natività con i santi Lorenzo e Francesco d'Assisi del Caravaggio (cm 298 x 197) del 1600.
La scena della nascita del Bambin Gesù è presentata nella semplice forma del presepe, mentre l'ambientazione è nella stalla indicata in alto dalle travi e dalla dimessa sistemazione della Madonna e del Bambino. L'angelo dall'alto taglia la spazialità fisica e mentale della composizione scenografica recando il cartiglio della messa natalizia.
Il riferimento al presepe di Greccio (quello legato alla figura di san Francesco), vivissimo nella tradizione dei conventuali, è espresso con forza in questo dipinto, dove la semplicità dell'impianto ed il rigore cromatico concentrano l'attenzione dell'osservatore sulla silenziosa contemplazione del mistero dell'incarnazione divina.

### Il furto
La tela venne trafugata tra il 17 e il 18 ottobre 1969 dall'oratorio di San Lorenzo dov'era sempre stata. Date le buone condizioni di conservazione, il critico Roberto Longhi l'aveva definita "l'opera meglio conservata tra quelle che il Caravaggio aveva prodotto in Sicilia". Non è stata mai ritrovata. Dal 2015 in loco è presente una copia commissionata da Sky Italia e realizzata grazie ad analisi scientifiche e tecnologie avanzate dal laboratorio madrileno Factum Arte.
Al 2024, è il secondo dipinto più ricercato dall'FBI e una delle dieci opere più ricercate al mondo.

## Compagnia di San Francesco
Il sodalizio aveva il compito di provvedere alla degna sepoltura dei poveri della Kalsa, impegno che poi si trasformò nel partecipare alla solenne processione di san Francesco e dell'Immacolata Concezione.
La compagnia fondata nel 1564 nella chiesa di San Nicolò la Carruba fu definita dei Bardigli per il colore turchino degli abiti, cui appartenevano i mercanti genovesi fino al 1950.

## Galleria d'immagini

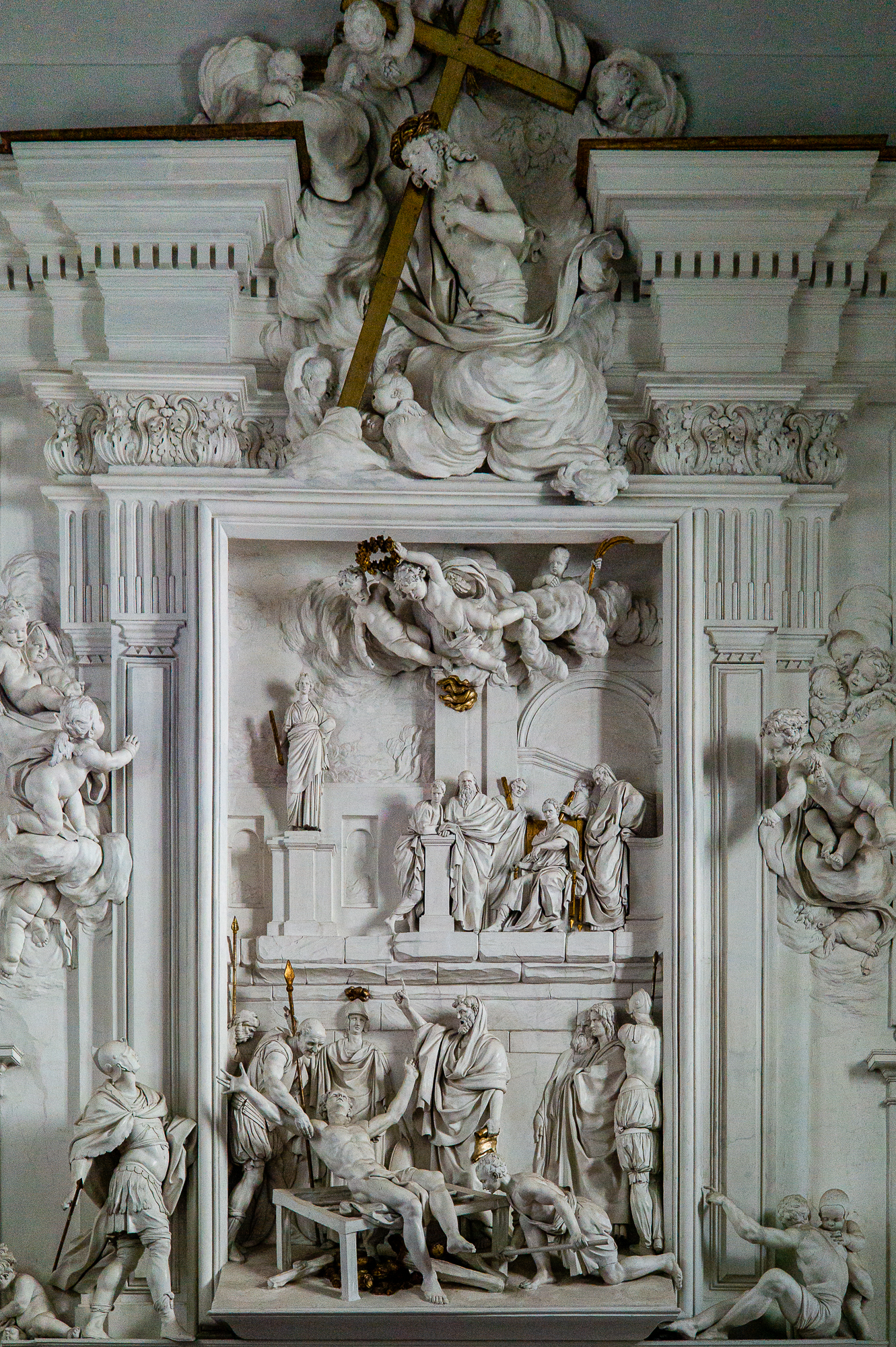
Martirio di San Lorenzo.

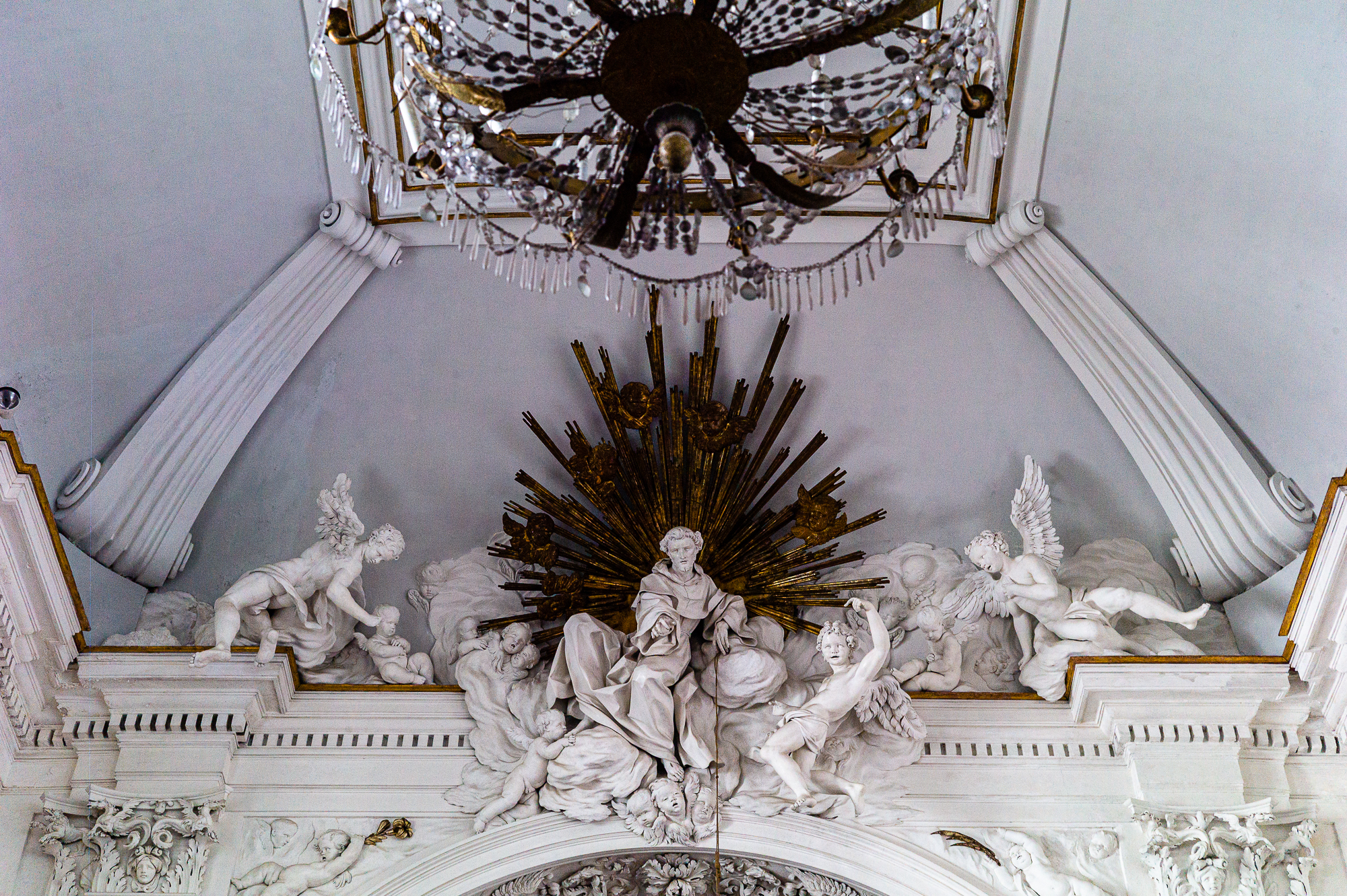

Martirio di San Lorenzo:
Statue sopra l'arcata al ingresso dell'altare.
Statue parete destra:
Statue parete sinistra: